# Ptychella
Ptychella är ett släkte av svampar. Ptychella ingår i familjen Bolbitiaceae, ordningen Agaricales, klassen Agaricomycetes, divisionen basidiesvampar och riket svampar.
|           | Galeropsis                           |
|           |                                      |
|           | Conocybe                             |
|           |                                      |
|           | Pholiotina                           |
|           |                                      |
|           | Bolbitius                            |
|           |                                      |
|           | Rhodoarrhenia                        |
|           |                                      |
|           | Galerella                            |
|           |                                      |
|           | Tubariella                           |
|           |                                      |
|           | Cyttarophyllopsis                    |
|           |                                      |
|           | Tympanella                           |
|           |                                      |
|           | Gymnoglossum                         |
|           |                                      |
|           | Tubariopsis                          |
|           |                                      |
| Ptychella | \| \| Ptychella ochracea \| \| \| \| |
|           | \| \| Ptychella ochracea \| \| \| \| |
|           | Wielandomyces                        |
|           |                                      |
|           | Agrogaster                           |
|           |                                      |
|           | Ptychella ochracea                   |
|           |                                      |

|  | Ptychella ochracea |
|  |                    |